# Lilian Hofmeister

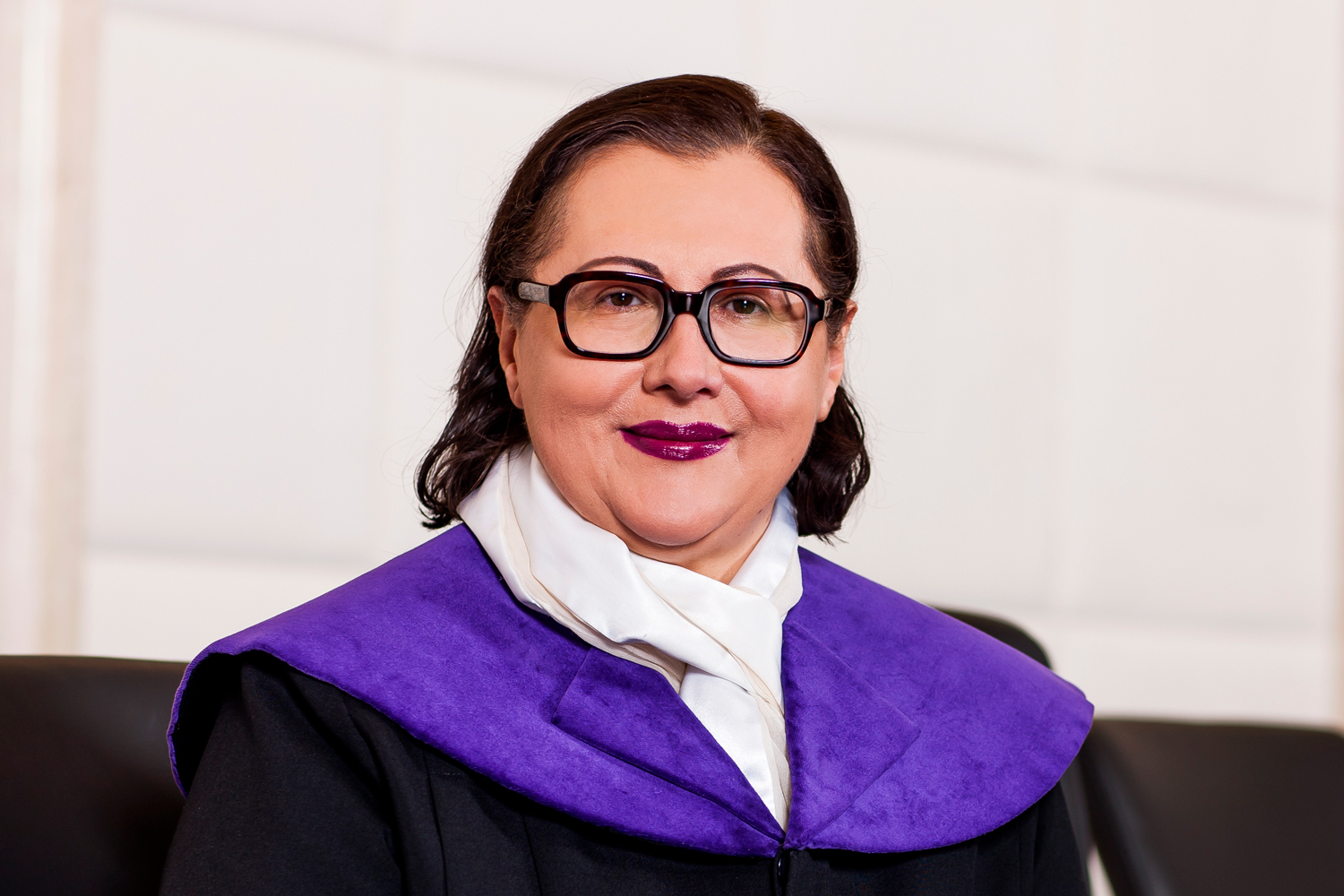
Lilian Hofmeister als Ersatzmitglied des VfGH (2015)

Lilian Hofmeister (* 16. Oktober 1950 in Wien) ist eine österreichische Juristin und ehemalige Richterin. Sie war von 2014 bis 2018 die österreichische Expertin im UN-Ausschuss für die Beseitigung der Diskriminierung der Frau und von 1998 bis 2020 Ersatzmitglied des österreichischen Verfassungsgerichtshofs.

## Ausbildung
Lilian Hofmeister wuchs in der österreichischen Bundeshauptstadt Wien auf und besuchte dort auch die Schule. Im Jahr 1968 maturierte sie am Bundesrealgymnasium XVI mit Auszeichnung und begann im Anschluss daran das Studium der Rechtswissenschaften an der Rechtswissenschaftlichen Fakultät der Universität Wien. 1972 folgte die Promotion zur Doktorin der Rechtswissenschaften an der Universität Wien. Direkt im Anschluss an die Beendigung der akademischen Ausbildung begann Hofmeister die justizielle Ausbildung als Richteramtsanwärterin, die sie im Jahr 1976 mit erfolgreicher Richteramtsprüfung abschloss.

## Beruflicher Werdegang
Ihre ersten Planstellen als Richterin trat Lilian Hofmeister ab 1976 am Bezirksgericht Innere Stadt sowie am Bezirksgericht für Handelssachen in Wien an. Von 1983 bis 1990 war sie erstmals als Richterin am Handelsgericht Wien tätig, ehe sie im Jahr 1990 zur Vorsteherin des Exekutionsgerichts Wien bestellt wurde. Nach planmäßiger Auflösung dieses Gerichtes – dem Gesetzesauftrag entsprechend  – kehrte Lilian Hofmeister 1997 an das Handelsgericht Wien zurück, wo sie am 1. November 2010 in Alterspension ging.
Neben ihrer hauptamtlichen Richter- und Justizverwaltungstätigkeit war Lilian Hofmeister von 1991 bis 1994 die letzte Stellvertretende Vorsitzende der Bundeskommission für Eisen und Stahl beim Bundesministerium für wirtschaftliche Angelegenheiten. Sie befasste sich jahrzehntelang mit Menschenrechten – insbesondere von Frauen – und entfaltete eine reiche Vortragstätigkeit im In- und Ausland. Straßburg, Pretoria, Johannesburg, Genf, New York, Paris, Berlin, Bologna, Vaduz, London, Warschau, Beijing, São Paulo und Brasilia etc. zählten zu ihren  prominentesten internationalen Destinationen. 1995 war sie Mitglied der österreichischen Regierungsdelegation bei der UN-Welt-Frauenkonferenz in Beijing und verhandelte juristische Texte des Schlussdokuments. Von 1996 bis 2003 war sie die Vorsitzende der Arbeitsgruppe für Gleichbehandlungsfragen beim Bundesministerium für Justiz. Sie übte darüber hinaus zahlreiche ehrenamtliche Funktionen in Sachen Frauenrechte aus und setzte sich auch beharrlich für die Anerkennung sexueller Orientierung als universales Menschenrecht ein. Im Jahr 2014 wurde Lilian Hofmeister schließlich in New York  zum 1. österreichischen Mitglied des UN-Ausschusses für die Beseitigung der Diskriminierung der Frau  für die Funktionsperiode 2015–2018 mit hoher Punktezahl durch die Signatarstaaten der UN CEDAW Konvention gewählt.
Von 1998 bis 2020 war Lilian Hofmeister darüber hinaus auf Vorschlag der Bundesregierung ernanntes Ersatzmitglied des Verfassungsgerichtshofs.
2005 wurde ihr der Berufstitel HOFRÄTIN durch den Bundespräsidenten verliehen.
2023 wurde ihr von der Universität Wien das Goldene Doktordiplom verliehen –  eine besondere (Wieder)Verleihung der Doktoratsurkunde 50 Jahre nach der Promotion an Personen im Hinblick auf deren besondere wissenschaftliche Verdienste, das hervorragende berufliche Wirken oder die enge Verbundenheit der Absolventen mit der Universität Wien.